# 爱丁堡大学信息学院

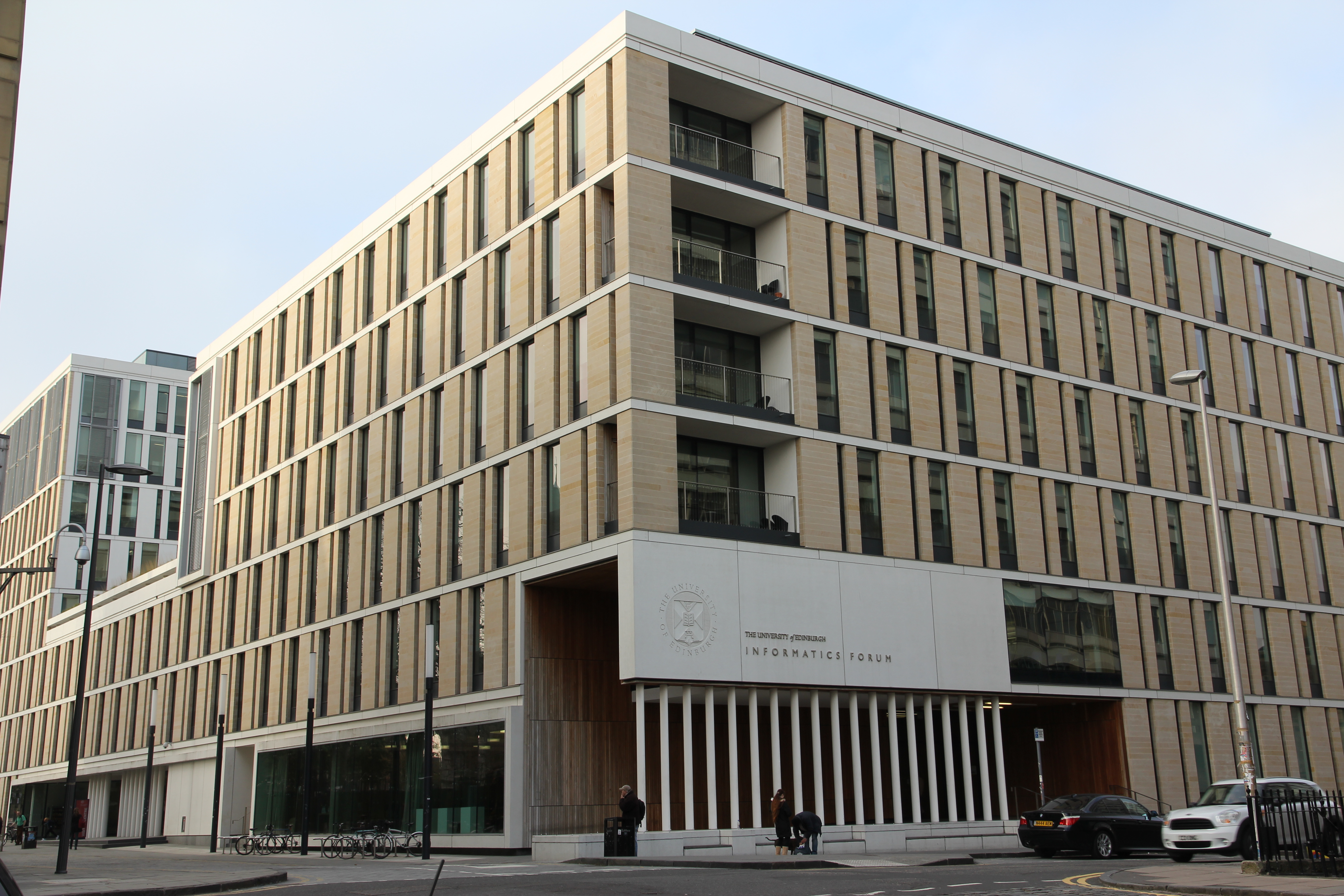

爱丁堡大学信息学院（University of Edinburgh, School of Informatics）是爱丁堡大学理工学院下属学院之一，合并了之前的计算机科学系，人工智能系和认知科学系。

## 历史
爱丁堡大学信息学院建立于1998年, 是爱丁堡大学理工学院（College of Science and Engineering）下属学院之一。为了拉进计算机科学和认知科学的距离，学校的计算机科学系（Department of Computer Science），人工智能系（Department of Artificial Intelligence）和认知科学系（Department of Cognitive Science）被整合为一个学科，统称信息学（Informatics）。爱丁堡大学将信息学定义为研究人工和自然计算系统中資訊的表达，处理和通讯的基础学科，希望能对人工计算系统和生物有机体系统中的计算现象做出最基本的解释。自然科学试图解释的最根本疑问是：什么是物质？什么是生命？什么是思维？物理和生物科学试图探索前两个问题，而信息学试图探索后两个问题，希望能够为我们了解有认知能力的生物体中的各种认知过程提供理论基础，从而最终复制和重建此类系统。
爱丁堡大学信息学院在人工智能，理论计算机科学，计算语言学方面世界领先，在生物信息学领域也走在了世界的前沿。信息学院是全世界最早开展人工智能研究和教学的学术机构，建立了世界上第一个人工智能系。今天信息学院共有370位研究员，75位教师，大约697位研究生。侧重理论是信息学院本科教育区别于其它大学计算机系的标志之一。信息学院大楼的贝叶斯中心（Bayes Centre）里还坐落着爱丁堡并行计算中心（Edinburgh Parallel Computing Centre，简称EPCC），拥有ARCHER和IBM蓝色基因Q两台超级计算机，从1990年至今被指定为英国国家超级计算中心。ARCHER2截至2021年11月TOP500位列世界第22名。
信息学院是英国唯一获得英国高等教育委员会研究评估5*A级的计算机系。七年评估一次的REF2022中，爱丁堡大学信息学院取得了科研实力英国第一。权威计算机学校排名网站csrankings.org显示其计算机2021年位列英国第一，自然语言处理领域（NLP）世界第一。

## 知名人物

### 概述
计算机科学中，爱丁堡大学共出现过三位图灵奖得主。他们分别是罗宾·米尔纳（1991）、莱斯利·瓦利安特（2010）、和杰弗里·辛顿（2018）。米尔纳于上世纪90年代至2010年长期任教于此，并在此期间开发了最早的自动定理证明工具LCF，π-演算系统，Hindley–Milner类型推论等多种对计算机科学有着重大贡献的突破性研究；瓦利安特于爱丁堡接受博士后训练后前往哈佛大学为計算複雜性理論做出了贡献；辛顿则1978年于此完成博士学位，后发明了革命性的反向传播算法和玻尔兹曼机，被誉为“深度学习之父”。
爱丁堡大学对计算机编程语言有着相当贡献。ML，Standard ML（罗宾·米尔纳)、Prolog（罗伯特·科瓦尔斯基)、Haskell（菲利普·瓦德勒)、Erlang（乔·阿姆斯特朗)、Modula-3（Luca Cardelli)、POP-2（Robin Popplestone和Rod Burstall)、NPL, Hope（John Darlington和Rod Burstall) 等语言皆为校友或教授的成果。此外，部件工具箱WxWidgets也为爱丁堡大学开发。
知名毕业生包括Lars Rasmussen，谷歌地图创始人；Chris Montgomery，Xiph.Org创始人（开发了.ogg、Vorbis、FLAC等格式）；Ian Clarke，自由网创始人；以及曾和拉吉·瑞迪、李开复共同研究语音识别的现任微软全球人工智能首席技术官黄学东。华人校友包括“中国计算机之母”，筹建了中国的计算机研究机构并在20世纪50年代设计试制成功中国第一台自行设计的通用电子数字计算机的夏培肃；中国科学院软件研究所所长李明树；中国科学院院士，北京航空航天大学校长李未；和中国科学院院士，中科院计算机科学国家重点实验室主任林惠民。樊文飞，著名数据库专家和中科院外籍院士，乃資訊学院现任教员。

### 其他知名人物
- Gordon Plotkin，归纳逻辑编程（Inductive Logic Programming）和操作语义学理论创始人（现任教员）
- 克里斯多福·畢曉普，现微软英国剑桥研究院院长（现任教员）
- 安德魯·澤塞曼，Google DeepMind科学家，牛津大学教授
- 艾力克斯·格雷夫斯，Google DeepMind科学家
- Peter Dayan，Q学习发明者
- Alan W. Black，卡内基梅隆大学语言技术研究所教授
- Justine Cassell，卡内基梅隆大学人机交互学院教授
- Luca Cardelli，前微软英国剑桥研究院院长，牛津大学教授
- Andrew Blake，前微软英国剑桥研究院院长，阿兰·图灵研究所所长，剑桥大学教授
- Sir Nigel Richard，牛津大学耶稣学院院长，Open Data Institute创始人
- John C. Reynolds，系统F的发明者，卡内基梅隆大学教授
- Robert Harper，卡内基梅隆大学教授
- Samson Abramsky，牛津大学教授
- Michael J. C. Gordon，剑桥大学教授
- Carla Gomes，康奈尔大学计算可持续性研究所（Institute for Computational Sustainability）创始人兼主任
- Robert S. Boyer和J Strother Moore，博耶-穆尔字符串搜索算法和博耶-摩尔多数投票算法设计者
- 史提芬·崔迪，ext3设计者
- 阿利斯泰爾·辛克萊爾，哥德尔奖得主，加州大学伯克利分校教授
- Ian Clarke，自由网作者

## 研究
資訊学院的部分研究所，研究中心包括：
（神经计算和自适应计算研究所）Institute for Adaptive and Neural Computation （页面存档备份，存于）

（智能系统及智能系统应用研究中心）Centre for Intelligent Systems and their Applications （页面存档备份，存于），其中包括了（人工智能应用所）Artificial Intelligence Applications Institute （页面存档备份，存于） 

（交际与协作系统研究所）Institute for Communicating and Collaborative Systems

（计算机体系结构研究所）Institute for Computing Systems Architecture （页面存档备份，存于）

（认知，动作和行为研究所）Institute of Perception, Action and Behaviour （页面存档备份，存于）

（理论计算机科学实验室）Laboratory for Foundations of Computer Science （页面存档备份，存于）

（语音技术研究中心）The Centre for Speech Technology Research （页面存档备份，存于）

（人与人資訊交换研究中心）Human Communication Research Centre （页面存档备份，存于）

（神经科学研究中心）Centre for Neuroscience Research （页面存档备份，存于）